# Тюль

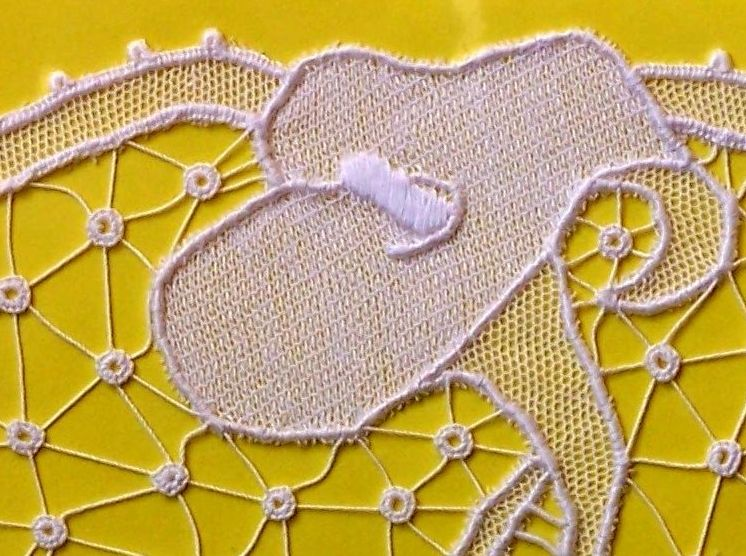
Тюль

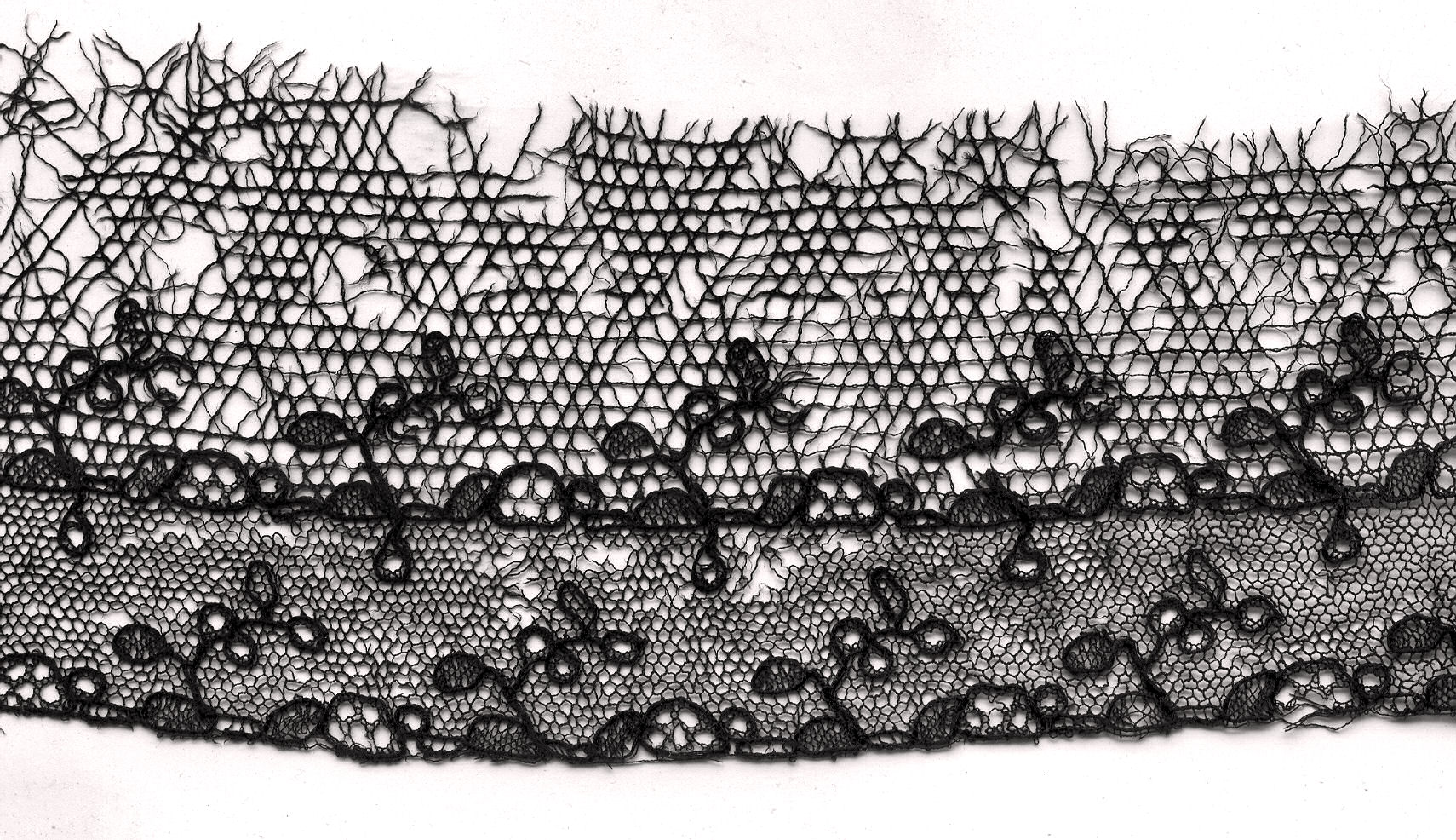
Чёрное кружево и тюль

Тюль (фр. tulle, от названия французского города Тюль, Tulle) — лёгкая прозрачная сетчатая гладкая или узорчатая ткань (хлопчатобумажная, полушёлковая и др.).
Гладкий тюль вырабатывается из двух систем нитей на тюлевых машинах; он используется для изготовления и отделки женского платья и белья, а также штучных изделий (сеток, вышивок и т. д.).
Тюль узорчатый, или гардинный, вырабатывается на гардинных или кружевных машинах (см. Кружево) и применяется для занавесей, покрывал, накидок и др.
Занавеси и шторы из тюля требуют бережного отношения и грамотного ухода, стирать тюль необходимо в щадящем режиме при температуре не выше 40 градусов.

## Тюль в литературе и искусстве
- Повесть Марко Вовчок «Тюлевая баба».
- Новелла Су Мань-шу «Вишнёвый тюль».

## Грамматический род
Слово «тюль» — мужского рода. Однако в разговорном языке его часто ошибочно употребляют в женском по аналогии со словами «моль», «боль» и другими. Этому способствует также аналогия со словом «ткань». Ещё со времён Лескова «в народе» тюль нередко употреблялся в женском роде.

## Галерея

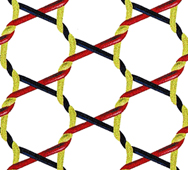
Структура бобины
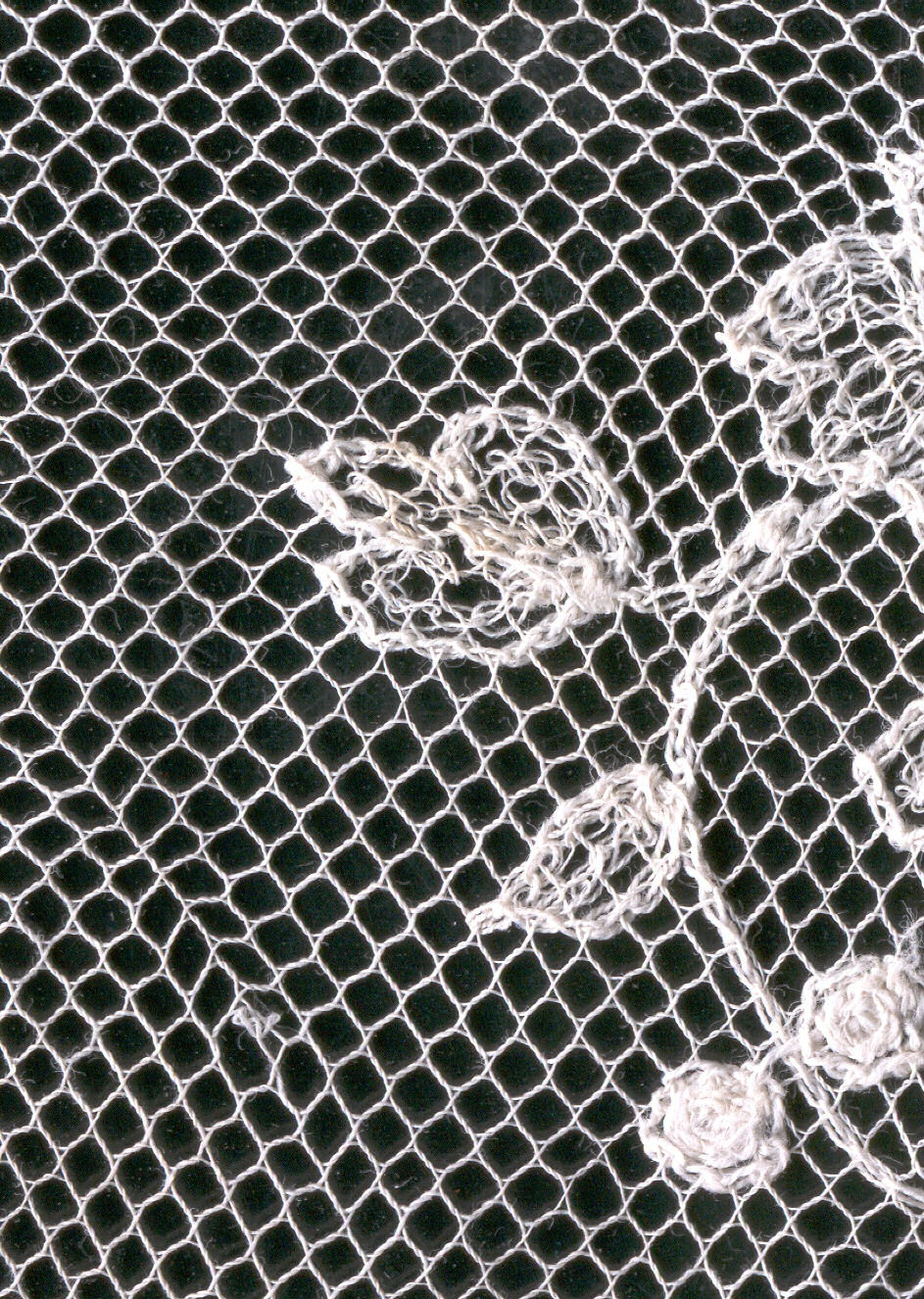
Тюлевая ткань с типичной обёрткой нитей основы
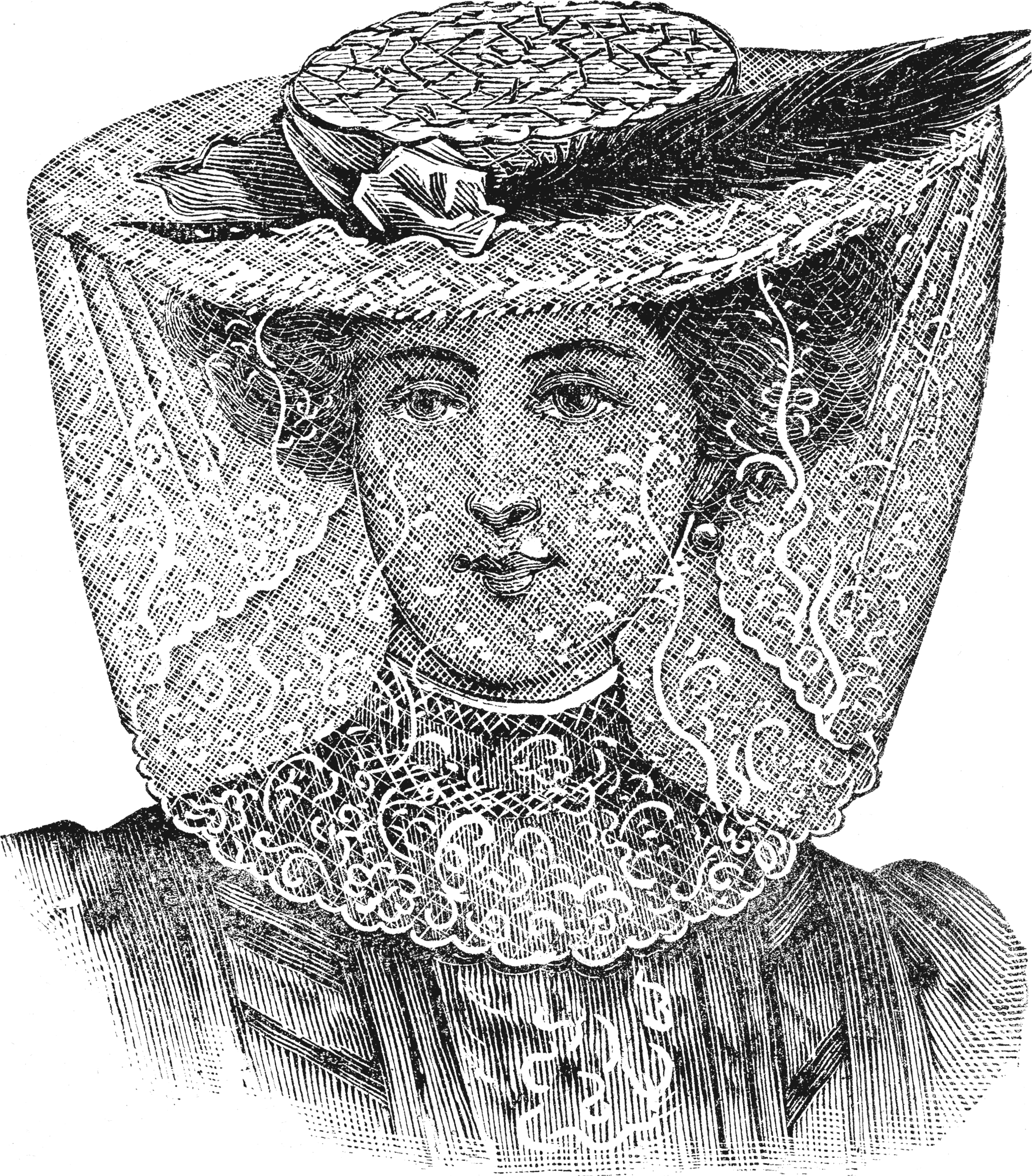
Шляпа с тюлевой завесой